# Liebe muß verstanden sein

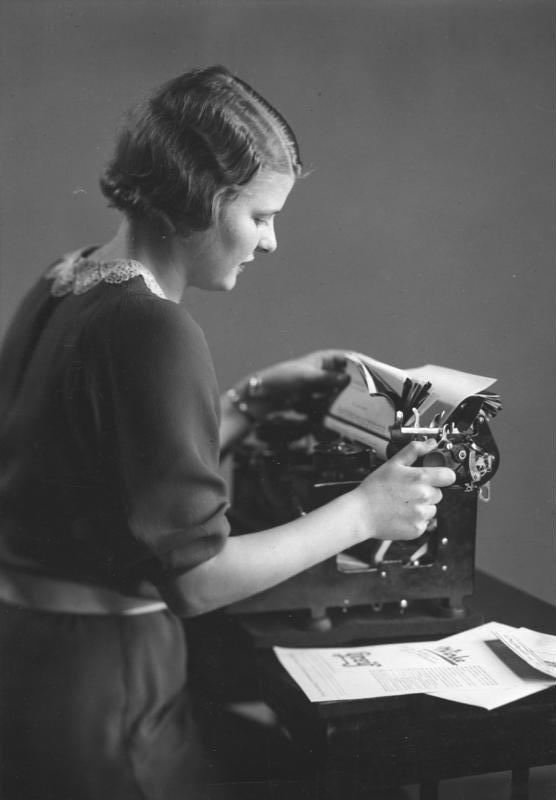
Margit Raday als Stenotypistin bei der Arbeit (Symbolbild)

Liebe muß verstanden sein (auch Liebe muss verstanden sein) ist eine deutsche Filmkomödie, ein Liebesfilm und Musikfilm des Regisseurs Hans Steinhoff aus dem Jahr 1933. Neben Rosy Barsony, die die Stenotypistin Margit Raday verkörpert, die ein scheinbar zu großes finanzielles Risiko eingeht, spielen Georg Alexander und Wolf Albach-Retty die Hauptrollen. 

## Handlung
Ein kleiner Gehaltsvorschuss wäre nicht schlecht, denkt sich die engagierte Stenotypistin Margit Raday, doch ihr Chef, der Fabrikbesitzer Bruno Plaumann, hat für solche Dinge kein offenes Ohr. Gedanklich ist dieser sowieso schon bei seiner nächsten Geschäftsreise, die ihn nach Dresden führen wird.
Er plant, in Dresden ein Patent für eine revolutionäre Fernsteuerung zu erwerben. Die Anzahlung von 3000 Mark soll Margit zur Bank bringen. Mit dem Geld macht die junge Frau sich auf den Weg und bleibt vor dem Schaufenster eines Modegeschäftes stehen, dessen Auslage sie bewundert. Durch die fesselnde Ansicht und unvorhergesehene Umstände verspätet sie sich jedoch und erreicht die Bank erst, als sie schon geschlossen ist.
Da ihr Chef bereits auf dem Weg nach Dresden ist, fest in dem Glauben, dass die Anzahlung bereits von der Bank entgegengenommen worden und unterwegs zu seinem Geschäftspartner Lambach ist, bleibt der treuen und loyalen Margit keine andere Wahl, als ihrem Chef nachzureisen, um ihm in Dresden von den Umständen zu berichten und ihr Versäumnis zu beichten.
In Dresden angekommen, erfährt Margit, dass ihr Chef auf der Anreise eine Autopanne hatte und verspätet ankommen wird. Von der langen Zugfahrt erschöpft sucht sie sich irgendein leer stehendes Zimmer im Hotel und schläft dort umgehend ein. Erschreckt fährt sie hoch, da urplötzlich ein fremder Mann neben ihr im Bett liegt, der, wie sich herausstellt, Gast dieses Hotelzimmers ist. Bei dem Unbekannten handelt es sich ausgerechnet auch noch um Lambach, dem ihr Chef das Patent abkaufen will.
Die Handlung spitzt sich zu, als plötzlich das Blitzlicht einer Kamera aufblitzt, noch bevor Margit die Umstände, die zu dieser Situation führten, aufklären kann, und so dokumentiert das Foto, dass Margit und Lambach sich in einer scheinbar eindeutigen Situation befinden, wodurch die Gesamtsituation nun vollends verfahren ist, da Lambach verlobt ist. Margit will die Situation aber irgendwie retten, verkleidet sich als Zimmermädchen und bekommt so Zutritt zum Zimmer des Fotografen Bobby Brandt. Das Foto zurückzubekommen ist jedoch weitaus schwieriger, als Margit sich das vorgestellt hat. Es kommt zu diversen Verwicklungen, die jedoch auch etwas Gutes haben, den Margit kommt mit dem Erfinder Lambach ins Gespräch, der Gefallen an der jungen quicklebendigen Frau findet. Und so bekommt Margits Chef am Ende das ersehnte Patent.

## Produktionsnotizen
Die Dreharbeiten begannen im April 1933 und endeten am 15. Mai desselben Jahres. Fritz Koch leitete die Aufnahme. Günther Pilz war der Standfotograf. Benno von Arent war in seiner Funktion als Reichsbühnenbildner für die Filmbauten verantwortlich. Walter Schütze dirigierte das Orchester. Die gesungenen Liedtexte entstammen der Feder des Komponisten Willi Kollo.

## Erscheinungstermine und abweichende Filmtitel
Liebe muß verstanden sein wurde am 4. August 1933 in Berlin uraufgeführt. Weitere Erscheinungstermine (im Ausland) waren der 21. März 1934 in den USA (dort unter dem Titel Love Must Be Understood) und der 3. Januar 1936 in Frankreich (dort unter dem Titel Poupée blonde). In Österreich wurde der Film im Jahre 1934 erstmals in den Kinos gezeigt. In Brasilien erschien er unter dem Titel O Amor Deve Ser Compreendido, in Griechenland unter Tin agapi prepei na tin noiothis und in Italien als Bambola di carne.
Der Film wurde von der Universum Film GmbH am 20. September 2004 in ihrer Reihe „Deutsche Filmklassiker“ auf DVD herausgegeben.

## Filmzensur
Das NS-Regime überprüfte den Film auf eventuell dem Regime abträgliche Inhalte und legte ihm mit dem Beschluss B.33998 im Rahmen der damals üblichen Filmzensur am 26. Juni 1933 ein Jugendverbot auf.